# Medasina nikkonis
Medasina nikkonis là một loài bướm đêm trong họ Geometridae.